# Dierentuin van Tallinn
De Dierentuin van Tallinn (Ests: Tallinna Loomaaed) is een dierentuin in de wijk Veskimetsa van de Estse hoofdstad Tallinn. Het is de enige dierentuin in heel Estland. De dierentuin heeft de grootste collectie wilde geiten en schapen in de wereld.

## Geschiedenis
De dierentuin werd gesticht in 1937 in een hoekje van het Kadriorgpark in de wijk Kadriorg, maar ging pas officieel open op 25 augustus 1939. In 1937 werden in Helsinki de wereldkampioenschappen schietsport gehouden en het Estische team won naast een beker ook de lynx Illu. Die werd het eerste dier van de dierentuin, die nog steeds een gestileerde lynx als logo voert.
In 1940 kwam de dierentuin onder het beheer van de gemeente Tallinn en die is nog steeds de eigenaar. In 1983 werd de dierentuin verplaatst naar een afgedankte legerbasis in de wijk Veskimetsa ter grootte van 87 hectare.
De dierentuin is gespecialiseerd in geiten en argali’s. Daarvoor is een speciale bergachtige omgeving opgezet, het Alpinarium. Daar zijn ook de sneeuwpanters ondergebracht. De dierentuin is ook goed gesorteerd in roofvogels, uilen en kraanvogels.
De dierentuin heeft verder twee tropische hallen met onder andere reptielen, vissen en tropische vogels. In 1989 werd ter gelegenheid van het vijftigjarig bestaan van de dierentuin een nieuw olifantenverblijf gebouwd. In hetzelfde jaar werd de dierentuin lid van de World Association of Zoos and Aquariums. Later trad hij ook toe tot de European Association of Zoos and Aquaria.
In 2016 bezat de dierentuin 12.819 dieren van 514 soorten. In dat jaar trok hij 406.322 bezoekers.

## Fokprogramma's
Het park neemt deel aan meerdere internationale fokprogramma's en coördineert en beheert de EEP-stamboeken voor de Europese nerts.

## Foto’s

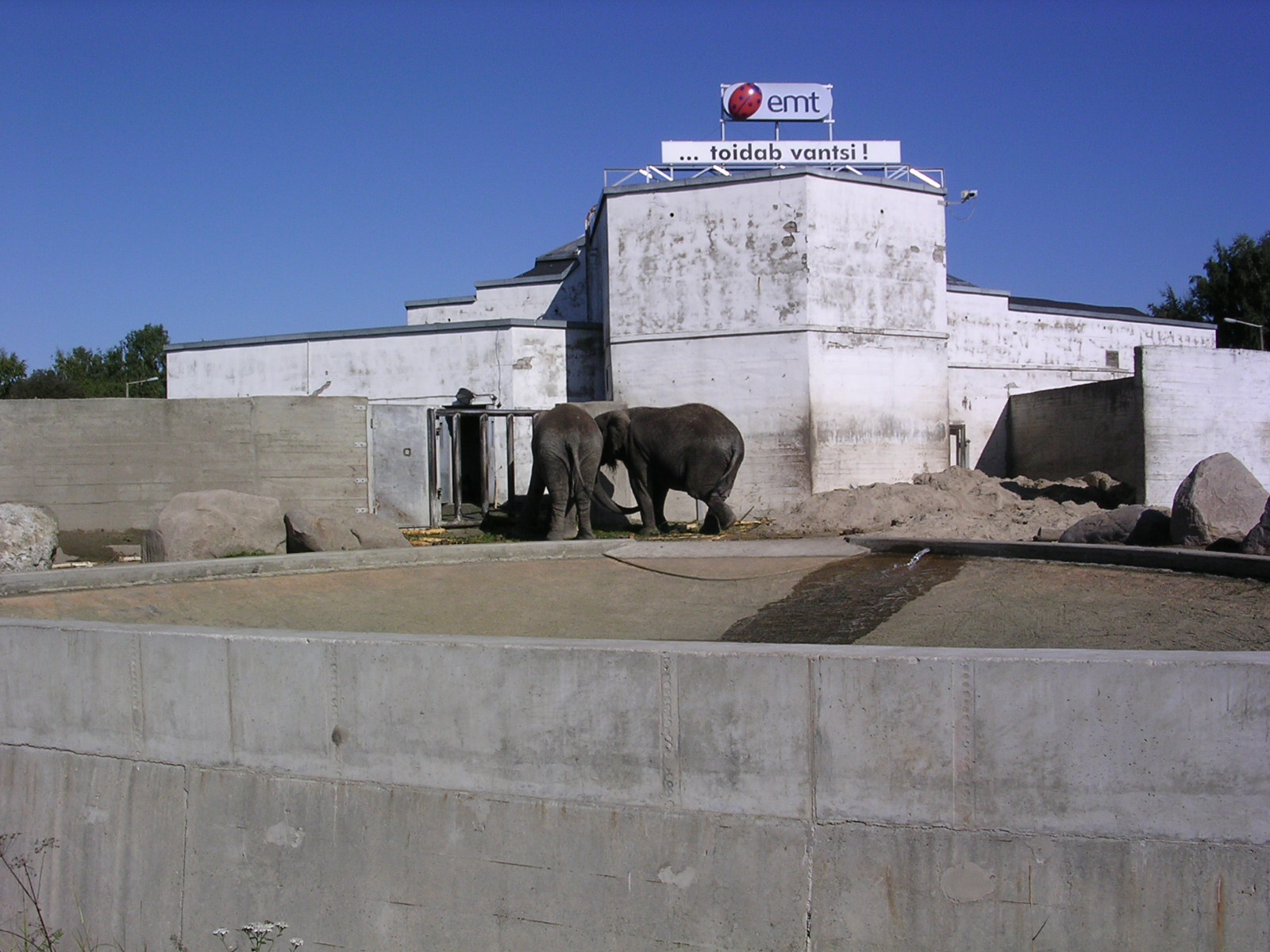
Olifanten
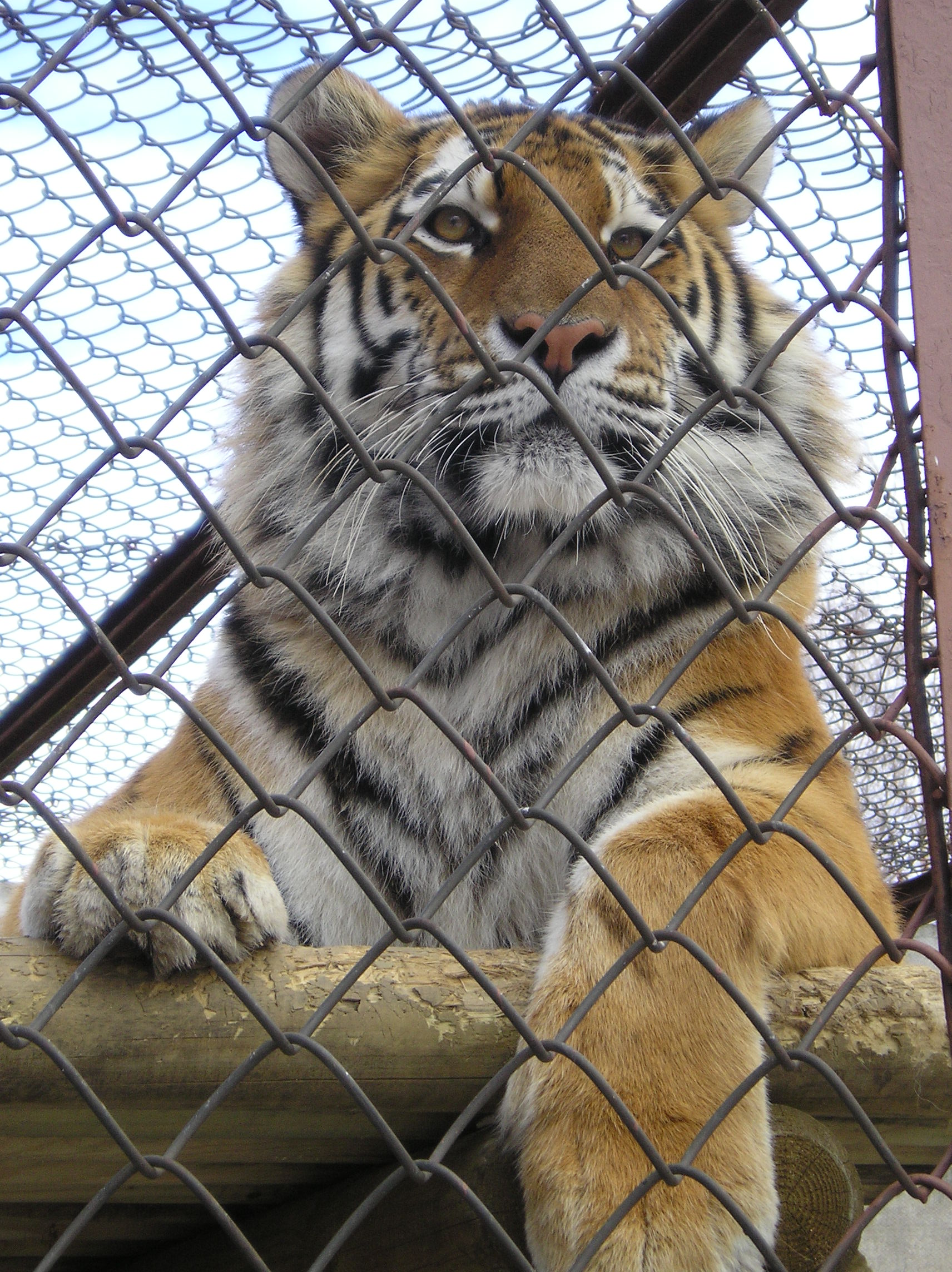
Siberische tijger
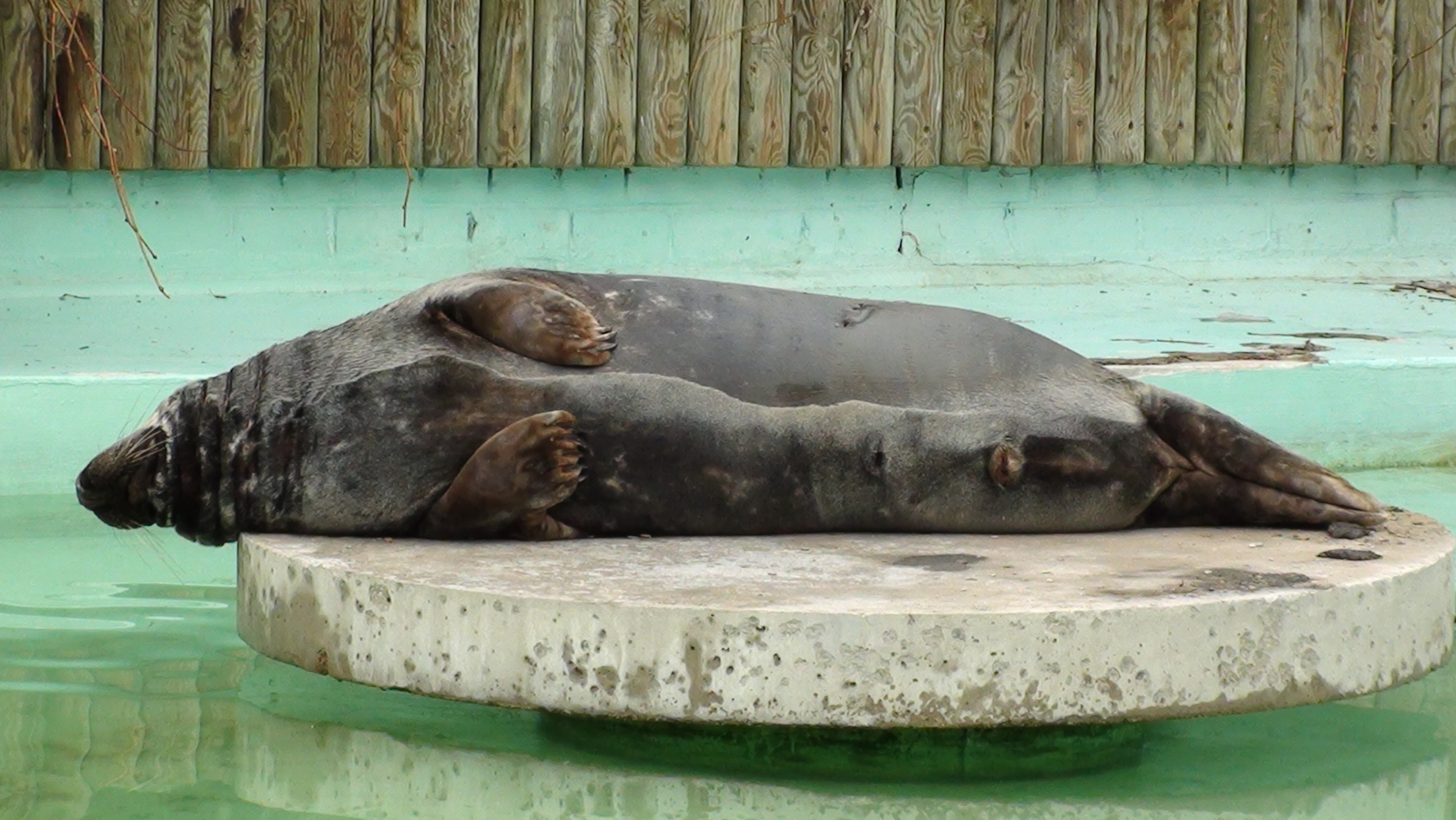
Grijze zeehond
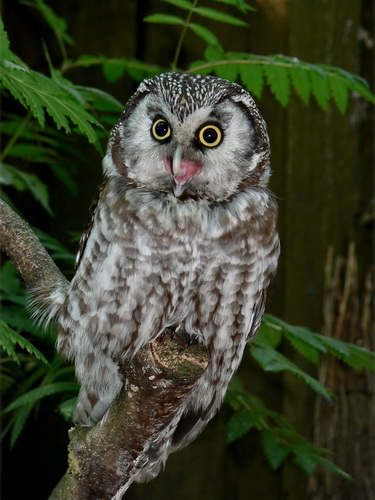
Ruigpootuil
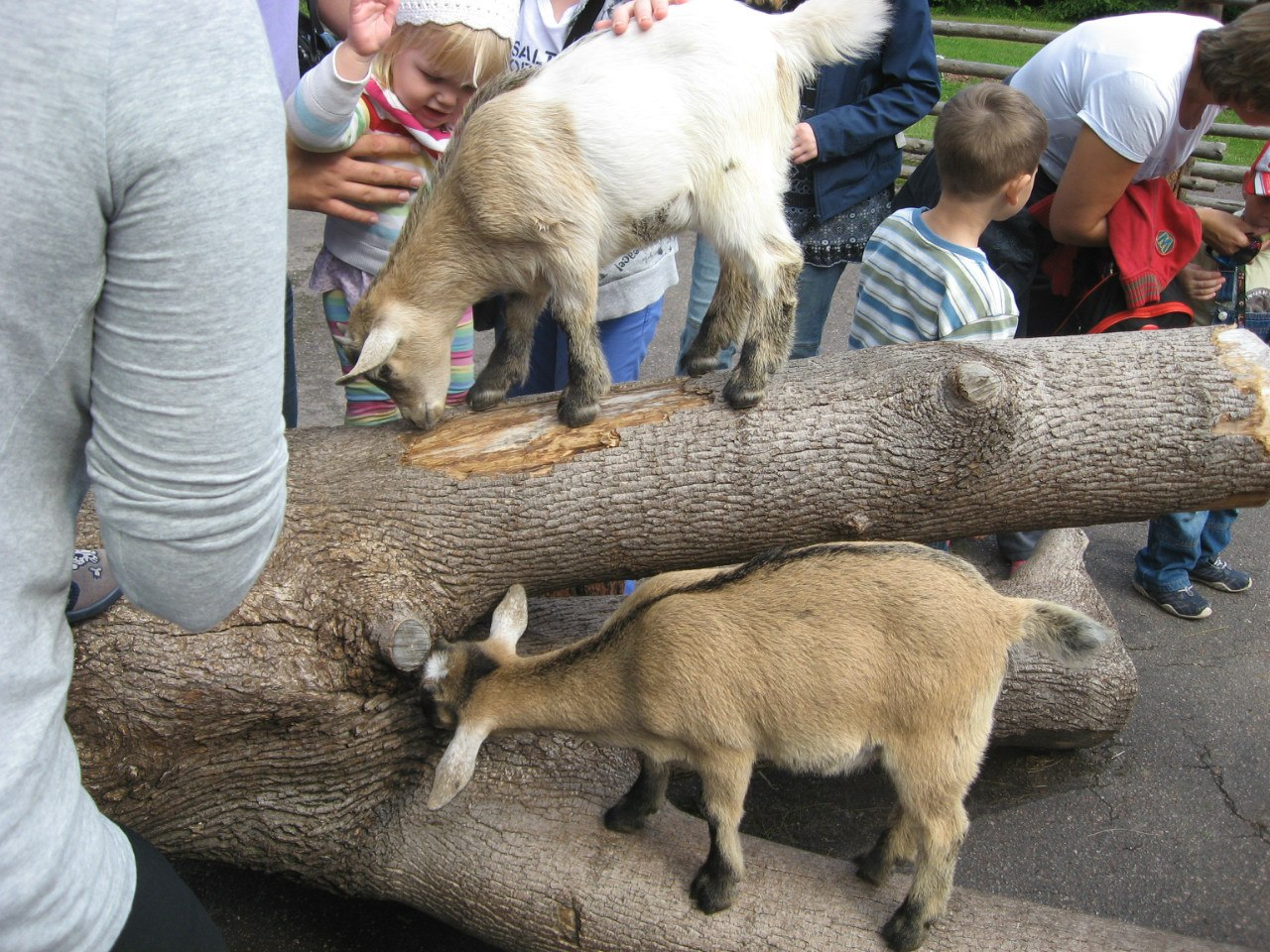
Kinderboerderij